# Türkische Kunstmusik
Die türkische Kunstmusik (Türk Sanat Müziği, abgekürzt TSM; auch: Klâsik Türk Mûsikîsi „klassische türkische Musik“, Saray Mûsikîsi „Palast-Musik“) ist einer der zwei Hauptzweige der türkischen Musik; sie ist zu unterscheiden von der türkischen Volksmusik (Türk Halk Müziği).

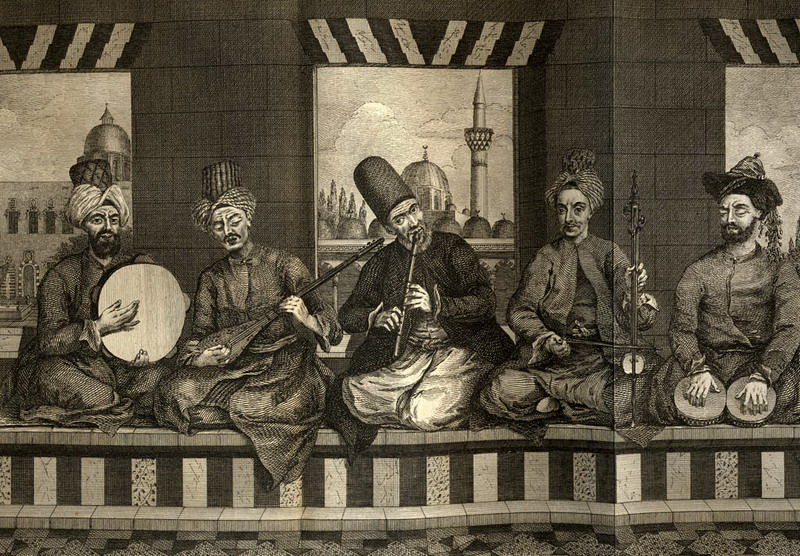
Musiker aus dem damals osmanischen Aleppo zur Mitte des 18. Jahrhunderts

## Ursprünge und Geschichte
Die Ursprünge der türkischen Kunstmusik liegen am Anfang des 14. Jahrhunderts.
Man teilt ihre Geschichte in sechs Epochen ein:
1. Vorbereitende Epoche (Hazırlayıcı dönem; 1360–1435)
2. Frühe Klassik (İlk klasik dönem; 1640–1712)
3. Späte Klassik (Son klasik dönem; 1778–1846)
4. Neoklassik (Neoklasik dönem; 1825–1897)
5. Romantik (Romantik dönem; 1880–1955)
6. Reform (Reform dönemi)

Die türkische Kunstmusik ist stark von der klassischen arabischen und persischen Musik beeinflusst.

## Tonsystem
Ein großer Unterschied zwischen der europäischen Musik und der türkischen Kunstmusik liegt in der Unterteilung der Töne: Während in der europäischen Musik nur Ganz- und Halbtöne existieren, wird der Ganzton in der türkischen Kunstmusik theoretisch in neun Teiltöne (koma) zerlegt.
Grundbestandteil der türkischen Kunstmusik ist der Makam (etwa „Tonart“ oder „Tonleiter“). Das G-Dur der westlichen Musik entspricht z. B. ungefähr der Skala von Rast, g-moll z. B. ungefähr der von Nihavend. Darüber hinaus gibt es Skalen, die den Kirchentonarten ähneln, und ferner solche, die typisch orientalisch sind. Es gibt insgesamt über 500 makamlar in der türkischen Kunstmusik. Zusätzlich zur melodischen Festlegung ist jede Komposition an ein rhythmisches Muster (usul) gebunden.
Charakteristisch für die türkische Kunstmusik ist außerdem ihre Einstimmigkeit, die in der Praxis als Heterophonie realisiert wird.

## Formen
Die taksimler sind kurze Improvisationsstücke vor oder innerhalb des Liedes, die vom Sänger oder einem erfahrenen Mitglied des Orchesters dem Lied hinzugefügt werden können. Einen gesungenen Taksim nennt man gazel. In ihm wird ein Gedicht im jeweiligen Makam vorgetragen.
Andere, nicht improvisierte Instrumentalformen sind peşrev und saz semaîsi.
Ein Aufführungszyklus, der aus einem Wechsel von instrumentalen und gesungenen Stücken besteht, wird als fasıl bezeichnet.

## Instrumente
In der türkischen Musik werden unter anderem Tanbur, Ud, Kanun und Ney gespielt. Die Harfe Çeng verschwand Anfang des 18. Jahrhunderts.
- Die Tanbur (auch Tambur) ist eine seit zweitausend Jahren bekannte persische dreisaitige Langhalslaute.
- Die Ud ist eine Kurzhalslaute aus dem Nahen Osten und Vorläufer der europäischen Laute.
- Der Kanun ist der orientalische Vorläufer des Psalteriums.
- Die Ney ist eine Flöte mit unverwechselbarem Klang, die in der persischen, arabischen und türkischen Musik verwendet wird.

Der Rhythmus ist sehr wichtig. Die Darbuka ist eine Bechertrommel aus dem arabischen Raum. Weiterhin gibt es Kudüm sowie große und kleine Rahmentrommeln (Def), die manchmal mit Schellen (Zil) besetzt sind.
Weiterhin werden Geigen, Celli, Kontrabässe, Klarinetten und viele andere Instrumente benutzt, welche die feinen Teiltöne (koma) der türkischen Klassik erzeugen können (siehe oben unter „Tonsystem“).

## Einfluss auf die europäische Musik
Der orientalische Einfluss auf die europäische Musik liegt in der Militärmusik, nicht im festen Regelwerk des Makam oder der Schönheit des Taksim.

### Neue Instrumente im  Symphonieorchester
Die Militärkapelle der Osmanen, auch Janitscharenkapelle genannt, verbreitete nicht nur Angst und Schrecken in Europa. Die neue Art der Musik und die unbekannten Instrumente lösten eine Mode aus, die bis heute in den Sinfonieorchestern anhält. 
Die europäischen klassischen Komponisten des 18. Jahrhunderts standen unter dem Einfluss türkischer Kunstmusik, besonders was die Rolle der Blechbläser und Schlaginstrumente in den Janitscharenkapellen betraf.
Diese türkische Mode führte den Gebrauch von Becken, Basstrommel und Glocke in das Sinfonieorchester ein. Bestimmte Kompositionen aus der Feder von Joseph Haydn, Mozart oder Beethoven verdanken ihre Entstehung wesentlich türkischer Musikinspiration. Mit diesen Instrumenten wurden dramatische und spannende Akte in den Kompositionen teilweise erst möglich.

### Einfluss auf die Italienische Oper
Mit der Renaissance Ende des 16. Jahrhunderts entstand im Zuge der Wiederbelebung der italienischen Kunstmusik die Oper. Dabei flossen türkische Elemente in die italienische Oper ein, die bis heute nachwirken.

### Einfluss auf Haydn, Beethoven und Mozart
Die Lust an orientalischen Motiven in Musik, Malerei und Architektur (siehe den Artikel Arabeske) zeigt, wie positiv der Nahe Osten den Europäern erschien, als im 18. Jahrhundert Fernreisen nur Forschern und Händlern vorbehalten waren.        
Als nachhaltig erwies sich der Einfluss auf die Musik. So entstanden bekannte musikalische Werke wie Joseph Haydns Militärsinfonie und einige seiner Opern nur, um türkische Instrumente einfließen lassen zu können. 		
Türkische Instrumente wurden auch in Beethovens 9. Sinfonie einbezogen. Mozart schrieb sein bekanntes Rondo alla turca. Dieses imitiert geschickt die klirrenden Schlaginstrumente einer türkischen Janitscharenkapelle. Er verwendete in einigen seiner Opern auch türkische Motive.

## Türkische Kunstmusik heute
Türkische klassische Musik wird nur in Konservatorien unterrichtet. Die am meisten geachteten und ältesten 
Konservatorien stehen in Istanbul. Die populärsten Sängerinnen der türkischen klassischen Musik sind die verstorbenen Hamiyet Yüceses und Safiye Ayla sowie Müzeyyen Senar (geboren 1918). Sie wird auch „Diva der Republik“ genannt, weil sie der erste Star des türkischen Staates (nicht des Osmanischen Reiches) war. Weitere bekannte und populäre Künstler sind z. B. Ahmet Özhan, Zeki Müren (verstorben 1996), Bülent Ersoy, Muazzez Ersoy, Emel Sayın, Adnan Şenses, Mustafa Keser und Hüner Coşkuner.